# Meisjesorkest van Auschwitz
Het meisjesorkest van Auschwitz (Duits: Mädchenorchester von Auschwitz), ook bekend als het vrouwenorkest van Auschwitz, was een door de SS opgericht gevangenenorkest van vernietigingskamp Auschwitz-Birkenau.
Het orkest speelde tussen april 1943 en oktober 1944 en bestond voornamelijk uit jonge vrouwelijke Joodse en Slavische gevangenen van verschillende nationaliteiten, die tot tien uur per dag repeteerden om muziek te spelen die als nuttig werd beschouwd bij de dagelijkse gang van zaken in het kamp. Zo speelde het orkest marsen bij de ontvangst van nieuwe transporten met gevangenen, wanneer de dwangarbeiders het kamp verlieten voor hun dagelijkse werk, wanneer ze weer terugkeerden en wanneer ze naar de gaskamers werden gestuurd. Het meisjesorkest hield ook elke zondag een concert om de kampleiding te vermaken.

## Geschiedenis

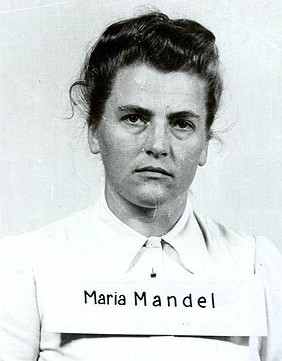
Maria Mandl na haar arrestatie door Amerikaanse legertroepen op 10 augustus 1945

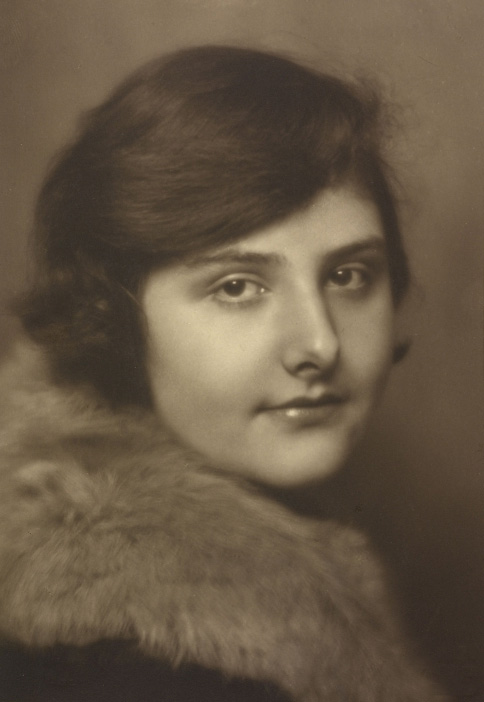
Alma Rosé voor de Tweede Wereldoorlog (foto 1927)

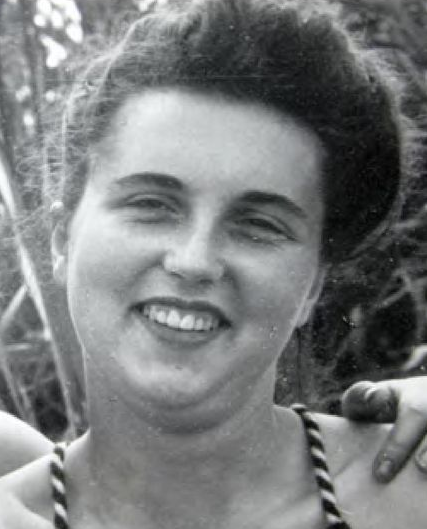
Flora Jacobs was het enige Nederlandse lid van het orkest (foto 1940)

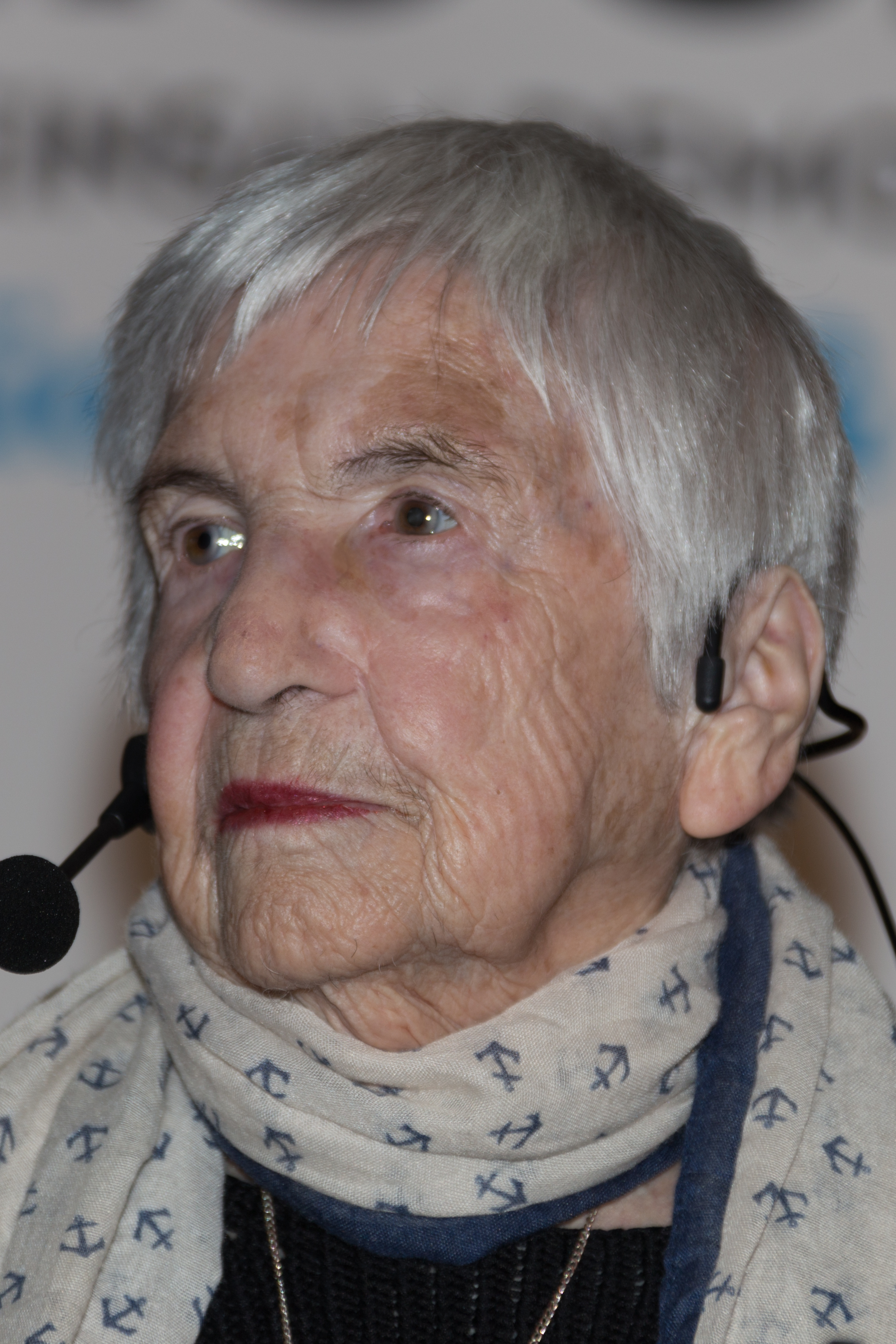
Esther Bejarano, zangeres en accordeonist, overleefde het meisjesorkest (foto 2018)

Het orkest werd in april 1943 opgericht door SS-Lagerführerin Maria Mandl (ook bekend als Maria Mandel) – die officieus verantwoordelijk was voor alle vrouwenkampen van Auschwitz – en SS-Schutzhaftlagerführer Franz Hößler. Mandl kreeg de bijnaam 'het beest' vanwege haar meedogenloze optreden en haar plezier bij het selecteren van vrouwen en kinderen voor de gaskamers. Ze was groot liefhebber van klassieke muziek en richtte daarom een vrouwenorkest op, met als doel het te gebruiken als propagandamiddel voor bezoekers en kampjournaals en als hulpmiddel om het moreel wat op te krikken.
Bij oprichting werd het orkest geleid door een Poolse muzieklerares, Zofia Czajkowska, hoewel ze geen formele opleiding tot dirigent had genoten. Het gerucht ging rond dat Czajkowska werd aangesteld als dirigent omdat ze, naast haar muzikale achtergrond, beweerd zou hebben familie te zijn van Tsjaikovski. Het orkest bestond rond juni 1943 uit ongeveer twintig voornamelijk amateur-musici. Het had een strijkerssectie, accordeons en een mandoline; het ontbrak aan een bassectie. Het repertoire was vrij beperkt, zowel wat betreft de beschikbare bladmuziek, de kennis van de dirigent als de wensen van de SS. Het orkest speelde voornamelijk Duitse marsliederen, Poolse volksliederen en militaire liederen die Czajkowska uit het hoofd kende.
Dat veranderde toen Czajkowska in augustus van dat jaar werd vervangen door Alma Rosé, een Oostenrijkse violiste van joodse afkomst en nicht van de beroemde componist Gustav Mahler. Zij was professioneel musicus en had in 1932 het veelvuldig door Europa reizende damesorkest Wiener Walzer Mädeln opgericht. Rosé werd na enkele maanden in internerings- en doorgangskamp Drancy in juli 1943 gedeporteerd naar het concentratiekamp Auschwitz. Daar werd ze in eerste instantie naar blok 10 gestuurd, de plaats waar medische experimenten werden uitgevoerd. Omdat Rosé stond ingeschreven onder de naam Boomkamp, de achternaam van haar Nederlandse echtgenoot, wisten nazi-functionarissen niet direct wie ze was. Toen er echter een verzoek werd gedaan om een violiste voor de verjaardag van een hooggeplaatst persoon, maakte ze zoveel indruk op de bewakers met haar virtuositeit dat ze direct werd overgeplaatst naar Birkenau en daar in augustus 1943 dirigente werd van het meisjesorkest.
De vaardigheden en discipline van Rosé zorgden voor een snelle en dramatische verbetering van de kwaliteit van het orkest, mede doordat Rosé er niet voor terugdeinsde om musici te straffen met vervelende schoonmaaktaken als ze niet tevreden was over een concert. Op het hoogtepunt in 1944 bestond het orkest uit 42 tot 47 orkestleden en drie tot vier muzikale kopiisten. Het laatste concert van Rosé was op een besloten SS-feest op 2 april 1944. Vlak daarna werd ze plotseling ziek en overleed ze op 4 april 1944, waarschijnlijk aan de gevolgen van voedselvergiftiging.
De derde dirigent van het concert werd Sonia Vinogradova, een Oekraïense pianiste. Om verschillende redenen – onder andere kortere repetitietijd en Vinogradova's gebrek aan ervaring – gingen de prestaties van het orkest achteruit en stopte het meisjesorkest uiteindelijk met optreden in oktober 1944. Aan het eind van het jaar werd duidelijk dat de opmars van het Rode Leger zodanig succesvol was dat Auschwitz zou gaan vallen en werden veel van de Joodse orkestleden naar Bergen-Belsen gedeporteerd en de overige leden door de nazi's geëvacueerd en met dodenmarsen naar het westen gedreven.

## Samenstelling

### Dirigenten
- Zofia Czajkowska (april 1943 – augustus 1943), Poolse muzieklerares
- Alma Rosé (augustus 1943 – april 1944), Oostenrijkse violiste
- Sonia Vinogradova (april 1944 – oktober 1944), Oekraïense pianiste en zangeres

### Musici
Alfabetisch gerangschikt op achternaam of op voornaam als er geen achternaam bekend is. Deze lijst is mogelijk incompleet.
- Margot Anzenbacher, Tsjechisch muzikante (gitaar)[6]
- Lily Assaël, Grieks muzikante (accordeon, piano en kopiist)[7][8]
- Yvette Assaël, Grieks muzikante (accordeon en piano)[9]
- Stefania Baruch, Pools muzieklerares (mandoline, gitaar)[10]
- Eva Ruth Basinski, Duits muzikante (piccolo)[6]
- Esther Bejarano, Duits muzikante (zang, accordeon, blokfluit)[8]
- Lotte Berran, Oostenrijks muzikante[11]
- Bronia (achternaam onbekend), Russisch muzikante (gitaar)[11]
- Zofia Cykowiak, Pools muzikante (viool, kopiist)[6]
- Henryka Czapla, Pools muzikante (viool)[6]
- Helena Dunicz-Niwińska , Pools muzikante (viool)[12]
- Fania Fénelon, Frans muzikante (zang, piano)[6]
- Henryka Gałązka, Pools muzikante (viool)[6]
- Al(l)a Gres, Russisch muzikante (piano)[13]
- Hilde Grünbaum, Duits muzikante (viool, kopiist)[14][15]
- Flora Jacobs, Nederlands muzikante (accordeon, piano)[16]
- Danuta Kollakowa, Pools muzikante (bekken, trommel, piano)[13]
- Fanny Kornblum, Belgisch muzikante (mandoline)[17]
- Irma Charlotte Clara (Marie) Kroner, Duits muzikante (cello)[6]
- Sara Helena Felicia (Lola) Kroner, Duits muzikante (fluit)[6]
- Regina Kup(f)erberg Bacia, Pools muzikante (mandoline) en assistente van Alma Rosé[18][19]
- Irena Lagowska, Pools muzikante (viool)[6]
- Maria Langenfeld, Pools muzikante (viool)[6]
- Anita Lasker-Wallfisch, Duits-Brits muzikante (cello)[20]
- Lotta Lebedová, Tsjechisch muzikante (zang)[12]
- Kazimiera Małys, Pools muzikante (mandoline, kopiist)[6]
- Lilli Máthé, Hongaars muzikante (viool)[6]
- Elsa Miller, Duits of Belgisch muzikante (viool)[6]
- Claire Monis, Frans muzikante (zang)[12]
- Maria Moś-Wdowik, Pools muzikante (mandoline, kopiist)[11]
- Olga (achternaam onbekend), Russisch muzikante (mandoline)[11]
- Hélène Rounder, Frans muzikante (viool)[12]
- Hélène Scheps, Belgisch muzikante (viool)[12]
- Helga Schiessel, Duits muzikante (piano, percussie)[21]
- Violette Jacquet Silberstein, Roemeens muzikante (viool)[22]
- Helen Spitzer, Oostenrijks-Hongaars muzikante (mandoline)[23]
- Eva Steiner, Transsylvanisch muzikante (zang)[6]
- Madam Steiner, Transsylvanisch muzikante (viool)[6]
- Éva Stojowska, Pools muzikante (piano, zang)[12]
- Fania Stojowska, Pools muzikante (piano, zang)[12]
- Ioulia (Julie) Stroumsa, Grieks muzikante (viool)[24]
- Carla Wagenberg, Duits muzikante (piccolo)[25]
- Sylvia Wagenberg, Duits muzikante (piccolo)[25]
- Irena Walaszczyk, Pools muzikante (mandoline)[6]
- Dora Ruchla Wilamowska, Pools muzikante (zang)[6]
- Hélène Wiernick, Belgisch muzikante (viool)[12]
- Jadwiga Zatorska, Pools muzikante (viool)[6]
- Rachela Żelmanowicz-Olewski, Pools muzikante (gitaar, mandoline)[6]

De Nederlandse Jetty Cantor zou ook ingedeeld worden bij het meisjesorkest, maar zij kon dit niet opbrengen.

## Publicaties
Over het meisjesorkest zijn verschillende boeken en theaterstukken geschreven, en verfilmingen van gemaakt. De bekendste publicatie zijn de memoires van Fania Fénelon, voor het eerst gepubliceerd als Sursis pour l'orchestre (1976) en meer bekend als Playing for Time. Het boek en de daaropvolgende televisiefilm (1980) en theaterproductie (1985), beide geschreven door Arthur Miller, namen een belangrijke plaats in in de Holocaust-wetenschap. Dit was een bron van frustratie voor andere overlevenden van het orkest, die het boek als onrealistisch af hebben gedaan en het niet eens waren met zowel Fénelons vertegenwoordiging van het orkest als haar eigen rol daarin.
Tevens was er kritiek op haar duiding van Alma Rosé, die ze typeerde als een wrede, disciplinerende en zelfhatende joodse vrouw die de nazi's bewonderde en hun gunst vroeg. De biografie Alma Rosé: From Vienna to Auschwitz (2000), geschreven door Rosé-familievriend Richard Newman en Karen Kirtley, laat een ander beeld zien.